# Antony Lewis
Antony Martin Lewis (Londen, 1975) is een Britse kosmoloog en softwareontwikkelaar.

## Opleiding
Lewis groeide op in Zuid-Londen en Oost-Berlijn. Na de middelbare Alleyn's School in het Londense Dulwich behaalde hij in 2000 een doctoraat Natuurkunde aan de universiteit van Cambridge en studeerde daarna Astronomie. Lewis is sinds 2010 hoogleraar Kosmologie aan de Universiteit van Sussex.

## Softwareontwikkelaar
De eerste MS-DOS kruiswoordpuzzelprogramma's waren relatief beperkt. Het duurde een paar jaar voordat computers voldoende geheugen hadden om diagram-algoritmen bruikbaar te maken (Windows 3.1).
Antony Lewis ontwikkelde software voor zijn puzzelprogramma Crossword Compiler met bijbehorende woordenboeklijsten. 

### Crossword Compiler
Lewis combineerde de ontwikkeling van de benodigde software met een diepgaande interesse in lexicografie en lexicale databases. Als ontwikkelaar bedacht hij in 1993 het softwareprogramma Crossword Compiler waarmee kant-en-klare layouts kunnen worden gebruikt voor kruiswoordpuzzels, woordzoekers, cryptogrammen, sudoku's en andere puzzeldiagrammen. Het programma wordt sindsdien wereldwijd gebruikt door professionele puzzelmakers, docenten en puzzelliefhebbers. Tot de gebruikers behoren sindsdien grote kranten zoals The Times en de Britse kranten The Guardian en The Independent. Ook uitgevers en taaldocenten passen het programma toe voor lesmateriaal en wedstrijdpuzzels. Het programma wordt ondersteund in meerdere talen, waaronder West- en Oost-Europese talen, Cyrillisch en Baltische talen. Het programma Crossword Compiler bezit een automatische vulfunctie. Als ontwikkelaar overlegde Lewis regelmatig met puzzelmakers over gewenste eigenschappen en functionaliteiten.

### WordWeb
Voor de software ontwierp Lewis WordWeb, een elektronisch woordenboekapplicatie. De gebruikte algoritmes vullen puzzels snel met woorden uit eigen lijsten. De woordenlijsten werden door het programma automatisch bijgehouden en stellen puzzelmakers ook in staat om een persoonlijke woordenlijst aan te maken. Zulke persoonlijke woordenlijsten kunnen naar behoefte worden aangepast en gerangschikt. Het programma zoekt in de betreffende woordenlijst welke letterpatronen kunnen passen. Gesteld dat de maker wordt geconfronteerd met een reeks zoals ???ex, waarbij ? een nog niet ingevuld wit vakje voorstelt. De ingebouwde woordenlijst van Crossword Compiler kan dan veelvoorkomende Engelse woorden als passende mogelijkheid geven zoals annex, index en latex. Latere versies zouden na toevoeging van nieuwe items ook durex, fedex en theek als mogelijkheid kunnen aangeven.

## Kosmoloog
In 1997 behaalde Lewis een master in de Natuurkunde aan de Universiteit van Cambridge en promoveerde vervolgens aan de Cavendish-universiteit op geometrische algebra en covariante methoden in de natuurkunde en kosmologie. In 2002 verhuisde hij naar Toronto en werkte er onder meer aan het Center for Astrophysics van de Harvard-universiteit. In 2005 keerde hij terug naar het Institute of Astronomy in Cambridge en verhuisde in 2010 naar Sussex waar hij zich bezig hield met diverse aspecten van de kosmologie, met name de kosmische microgolfachtergrond (CMB), gravitatielenzen en de theorie van observaties. Nadat Lewis deel uitmaakte van het kernteam dat de data van de Planck-satelliet analyseerde, werkt hij aan het Simons Observatory dat de kosmische oorsprong bestudeert. 

## Publicaties (selectie)
- Planck 2018 results. VI. Cosmological parameters
- Planck 2015 results. XIII. Cosmological parameters
- CMB lensing and primordial squeezed non-Gaussianity (2012)
- The real shape of non-Gaussianities (2011)
- The linear power spectrum of observed source number counts (2011)
- Likelihood Analysis of CMB Temperature and Polarization Power Spectra (2008)
- Cluster masses from CMB and galaxy weak lensing (2006)
- CMB anisotropies from primordial inhomogeneous magnetic fields (2004)
- Evolution of cosmological dark matter perturbations (2002)
- In Clifford Algebras and their applications in mathematical physics vol. (2000) postscript [7]

- Mathematics Genealogy Project: 295953
- ORCID: 0000-0001-5927-6667